# Beleg van Padua (1509)

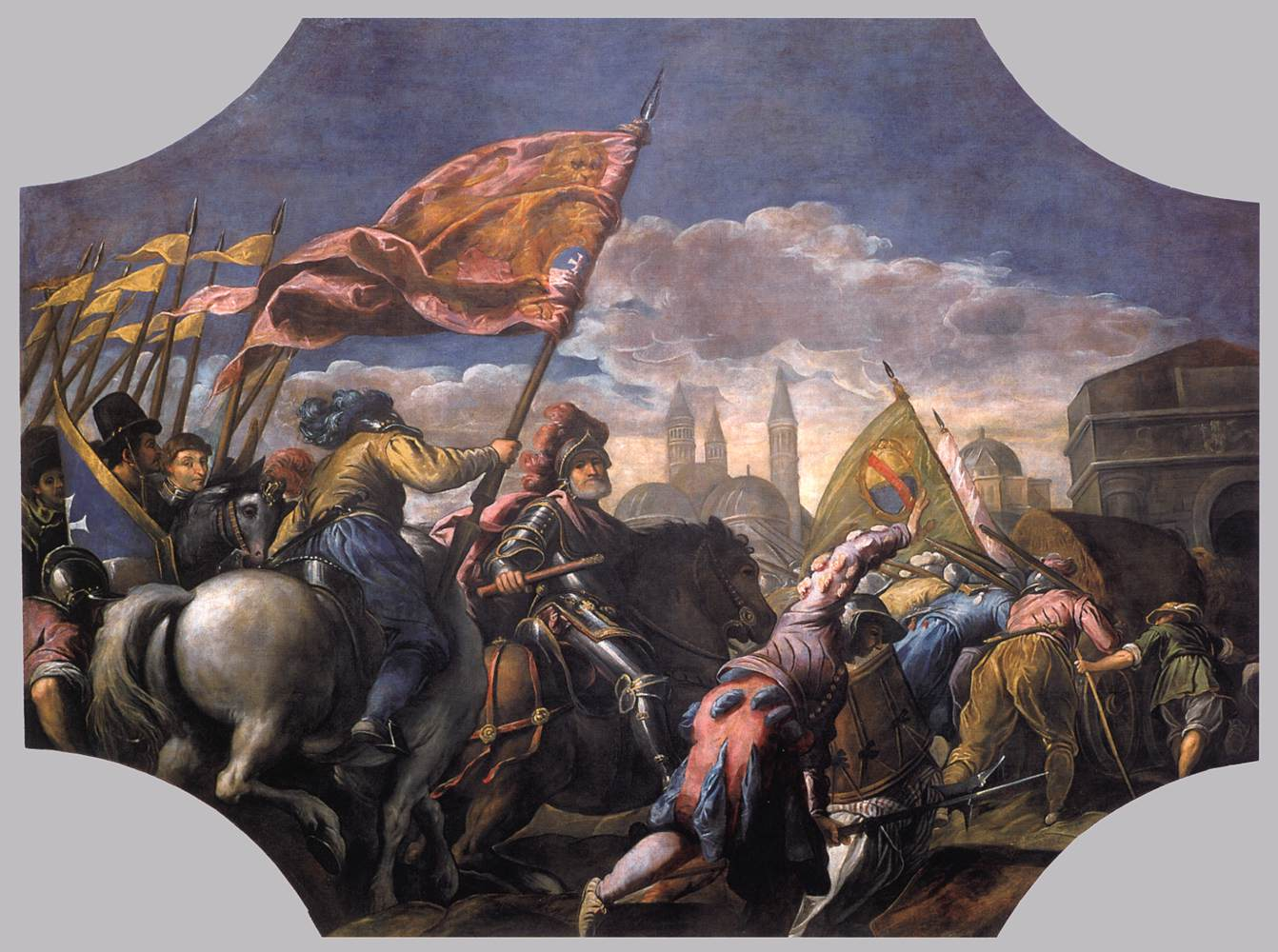
Andrea Gritti en zijn Venetiaans regiment nemen hun stellingen in in de stad Padua (1509).

Het Beleg van Padua, een Noord-Italiaanse stad destijds in de republiek Venetië, was een onderdeel van de Oorlog van de Liga van Kamerijk. Het beleg vond plaats van 15 tot 30 september 1509. Binnen de stad was het Venetiaanse leger verschanst onder leiding van Andrea Gritti, die later doge van Venetië werd. De aanvallers waren een alliantie van keizerlijke troepen van het Heilige Roomse Rijk, het koninkrijk Frankrijk en de Pauselijke Staat. Padua viel niet in hun handen.

## Wat voorafging
De Venetianen leden een zwaar verlies in de Slag bij Agnadello op 14 mei 1509. Dit liet Lodewijk XII, koning van Frankrijk, toe om Lombardije te annexeren; de Franse troepen bereikten zonder veel moeite Brescia, een stad in de republiek Venetië.
Wat nog restte van het Venetiaanse leger trok zich terug in Treviso. Niccolo di Pitigliano had moeite om de muiterij onder controle te houden. Zijn leger telde veel huurlingen. 

## Verlies van Padua voor de Venetianen en toch herovering
Tijdens de opmars van het Duits-Franse leger viel hen gemakkelijk de stad Padua in handen. Het debacle in Agnadello zette burgers aan om spontaan de stadspoorten voor hen te openen. Dit vond plaats op 5 juni 1509. Soldeniers van keizer Maximiliaan I bleven achter in Padua.
In Venetië, hoofdstad van de republiek, was het crisisvergadering tussen doge Loredano en de Raad van Tien. Zij werden op de hoogte gehouden over de vijandelijke bewegingen via geheime agenten. Ze beslisten Padua te heroveren. Andrea Gritti kreeg het bevel vanuit Treviso op te trekken naar Padua met een klein contingent; Gritti werd bijgestaan door Giovanni Diedo. Ze misleidden de Duitse soldeniers door hen te vragen de stadspoort te openen voor karren met tarwe. Eenmaal de poort open lieten ze de poort blokkeren door een omgevallen kar. De Venetiaanse cavalerie reed Padua binnen en Andrea Gritti en zijn soldaten konden de Duitse soldeniers verjagen. De banier van Venetië wapperde terug op de stadspoorten (16 juli 1509). Stedelingen die met keizer Maximiliaan I hadden meegeheuld, zagen hun huis kort en klein geslagen. Gritti en de zijnen namen hun stellingen in.

## Eigenlijk beleg
Maximiliaan I reageerde hierop door een grote troepenmacht op de been te brengen: 35.000 soldaten bewogen zich vanuit het prinsbisdom Trente richting zuiden, richting republiek Venetië. Het waren hoofdzakelijk soldeniers betaald door Maximiliaan I. Hierbij voegden zich nog kleinere aantallen Franse en pauselijke soldaten. Maximiliaan I beschikte verder over 12 kanonnen en 62 stukken artillerie. Maximiliaan's troepenconcentratie werd echter geplaagd door een tekort aan paarden en een slechte militaire organisatie in het algemeen. Het duurde daarom meer dan een maand voor hij voor de stadspoorten van Padua stond. Deze tijdsvertraging kwam de Venetianen goed uit: Niccolo di Pitigliano kon intussen het gehavende Venetiaans leger in Treviso heropbouwen. 
Op 15 september 1509 startte het beleg. De artillerie bestookte Padua gedurende twee weken. De stadsmuren begaven het op enkele plaatsen. Niettegenstaande de coalitietroepen van keizer Maximiliaan I de stad konden binnendringen, sloegen de Venetianen hard terug. Padua hield stand. Maximiliaan I kon op 30 september 1509 zijn huurlingen niet meer betalen, zodat hij het beleg ophief. Maximiliaan I liet een enkel detachement achter in Noord-Italië en trok zich met het grootste deel van zijn leger terug in zijn graafschap Tirol. 

## Gevolg
De terugtrekking van keizer Maximiliaan I en zijn Franse en pauselijke geallieerden betekende zoveel als een nederlaag. Het duurde tot 1516 eer het Heilige Roomse Rijk opnieuw Noord-Italië binnen marcheerde.
Niccolo di Pitigliano was klaar om in november 1509 de confrontatie aan te gaan: dit gebeurde in de Slag bij Polesella.